# Слобода (Шершунский сельсовет)
Слобода (бел. Слабада́) — деревня в Минском районе Минской области Республики Беларусь. В составе Шершунского сельсовета.

## География
Пролегает дорога Н-6968.
Ближайшие населённые пункты Довборово, Пограничное Дворище и др.

## История
В 1905 году в Радошковской волости Вилейского уезда Виленской губернии.

## Население

### Численность
- 2012 год — 12 человек

### Динамика
- 1999 год — 17 человек (перепись населения)
- 2009 год — 10 человек (перепись населения)[2]
- 2012 год — 12 человек